# Glenea hwasiana
Glenea hwasiana é uma espécie de escaravelho da família Cerambycidae.